# Oakland (Tennessee)
Oakland – miasto w Stanach Zjednoczonych, w stanie Tennessee, w hrabstwie Fayette.